# Open Europese kampioenschappen powerlifting 2013
De Open Europese kampioenschappen powerlifting 2013 waren door de European Powerlifting Federation (EPF) georganiseerde kampioenschappen voor powerlifters. De 36e editie van de Europese kampioenschappen vond plaats in de Tsjechische stad Pilsen van 7 tot en met 11 mei 2013.

## Uitslagen

### Heren
| klasse  | Goud                 | Zilver              | Brons              |
| ------- | -------------------- | ------------------- | ------------------ |
| -59 kg  | Alexander Kolbin     | Pawel Osmialowski   | Sergii Antoniuk    |
| -66 kg  | Alexander Molin      | Anton Karachentsev  | Antti Savolainen   |
| -74 kg  | Anatolii Goriachok   | Hassan El Belghitti | Kim-Raino Roelvaag |
| -83 kg  | Kjell Egil Bakkelund | Robert Palmer       | Pavel Ozerov       |
| -93 kg  | Dmitry Inzarkin      | Patrik Turesson     | Margus Silbaum     |
| -105 kg | Anibal Coimbra       | Oleksiy Bychkov     | Andrey Shurbenkov  |
| -120 kg | Ivaylo Hristov       | Oleksiy Rokochiy    | Roman Voroshylin   |
| +120 kg | Kenneth Sandvik      | Martin Roenning     | Audunn Jonsson     |

### Dames
| klasse | Goud             | Zilver             | Brons               |
| ------ | ---------------- | ------------------ | ------------------- |
| -47 kg | Anastasya Strufa | Benedicte Lepanse  | Tamara Stienkova    |
| -52 kg | Anna Komlaeva    | Kateryna Klymenko  | Angelica Brage      |
| -57 kg | Anna Ryzhkova    | Mariya Chepil      | Rosimery Lima       |
| -63 kg | Maria Dubenskaya | Josephine Werngren | Ulyana Liutnik      |
| -72 kg | Annette Pedersen | Ankie Timmers      | Hege Berge          |
| -84 kg | Ielja Strik      | Valeria Timoshchuk | Heidi Hille Arnesen |
| +84 kg | Hildeborg Hugdal | Elena Kucherenko   | Yuliya Bushuyeva    |